# Wells Fargo Plaza (San Diego)
O Wells Fargo Plaza é um arranha-céu de 23 andares e 101 m (331 ft) de altura, localizado em San Diego, Califórnia. Atualmente, é o 26º edifício mais alto de San Diego, e é um elemento proeminente no horizonte de San Diego. O arranha-céu utiliza um estilo arquitetônico moderna e foi projetado pela empresa de arquitetos Carrier Johnson Architects.

## História
O edifício foi comprado pela The Irvine Company em novembro de 2004 por US$ 148 milhões.

## Referência
1. ↑  «Emporis». Emporis